# Кхай Дінь
Кхай Дінь (в'єт. Duy Tân; 8 жовтня 1885 — 6 листопада 1925) — 12-й імператор династії Нгуєн в державі Дайнам (фактично в Аннамі), який номінально володарював в 1916—1925 роках. Храмове ім'я Нгуєн Хоанг Тонг.

## Життєпис

### Молоді роки
Єдиний син імператора Донг Кханя від наложниці Зионг Тхі Тхук. Народився 1885 року в Хюе, отримавши ім'я Фук Биу Дао. 1889 року втратив батька, але не посів трону. Того ж року призначено принцом конфедерації племен седангів (на кордоні Аннаму). Це титул зберігав до 1897 року. 1906 року став хоаконгом (на кшталт герцога 1-го рангу) Фунгом.

### Правління
1916 року після повалення імператора Зуї Тана оголошений новим правителем Дайнаму під ім'ям Кхай Дінь. У 1917 році наказав звести в Хюе палац Андінь, що було завершено 1918 року.
Намагаючись співпрацювати з французькою колоніальною адміністрацією, а натомість здобути більшу самостійність Аннаму, невдовзі після сходження на трон видав прокламацію щодо бажання зміцнювати свою владу під егідою Франції. 1918 року французька адміністрація підтримала пропозицію Кхай Дінь започаткувати національне святе, присвячене сходженню на трон Зя Лонга — першого імператора династії Нгуєн.
В свою чергу його профранцузька політика викликала невдоволення інтелігенції та націоналістів. 1919 року імператор видав наказ, за яким припинялося використання китайських ієрогліфів на письмі, впроваджувалася романізована в'єтнамська мова.
1922 року першим з в'єтнамських правителів відвідав Францію, де був гостем колоніальної виставки у Марселі. 1923 року доручив французьким чиновникам збирати з селян податки, частка з яких йшла на зведення імператорської гробниці. У відповідь відправив у вигнання лідерів визвольного руху. 1925 року передав свою сакральну функцію — піклування про храми й гробниці предків — французькій колоніальній адміністрації. Це остаточно поховало авторитет Кхай Діня.
Піддавався критики за розкішний спосіб життя, а також за свої бісексуальні звички. Також став споживачем опіуму, що погіршило його здоров'я. Зрештою 1925 року імператор помер від сухот. Йому спадкував єдиний син Бао Дай.

## Особисте життя
Історичні записи та дослідження стверджують, що Кхай Дінь мав лише гомосексуальні бажання. Він рідко спав зі своїми дружинами під час правління. Був близький до свого охоронця, Нгуєн Дак Вонга, і завжди спав з ним.